# Václav Huml (historik)
Václav Huml (17. února 1940 Praha – 6. prosince 1998 Praha) byl český historik, archeolog, muzejník a kastelolog.

## Život
Václav Huml vystudoval roku 1962 archeologii na Filozofické fakultě Univerzity Karlovy, tamtéž získal roku 1969 titul PhDr. V roce 1974 obhájil kandidátskou práci Sídla drobné šlechty na Táborsku a Vltavotýnsku. V letech 1964–1967 pracoval v Muzeu husitského revolučního hnutí v Táboře, odkud přestoupil do Muzea hlavního města Prahy. Jako archeolog se zabýval výzkumem centra i okrajových částí Prahy (Čimice, Hostivař, Chodov) a hmotnou kulturou české nižší šlechty a tvrzemi.

## Dílo (výběrově)
- Chodovská tvrz v proměnách staletí : archeologický výzkum zámečku v Praze 4-Chodově, Praha 1978.
- Prag in der Zeit Karls IV. : Katalog der Ausstellung, Prag 1985. (spoluautor Zdeněk Dragoun)
- Rudolfínská lékárna Matyáše Borbonia na Koňském trhu očima archeologie, Praha 1995.
- Zaniklá tvrz Semonice, Hradec Králové 1967.